# Malenia dlabolai
Malenia dlabolai är en insektsart som beskrevs av D'urso 1985. Malenia dlabolai ingår i släktet Malenia och familjen Derbidae.
Artens utbredningsområde är Italien. Inga underarter finns listade i Catalogue of Life.